# Hip hop

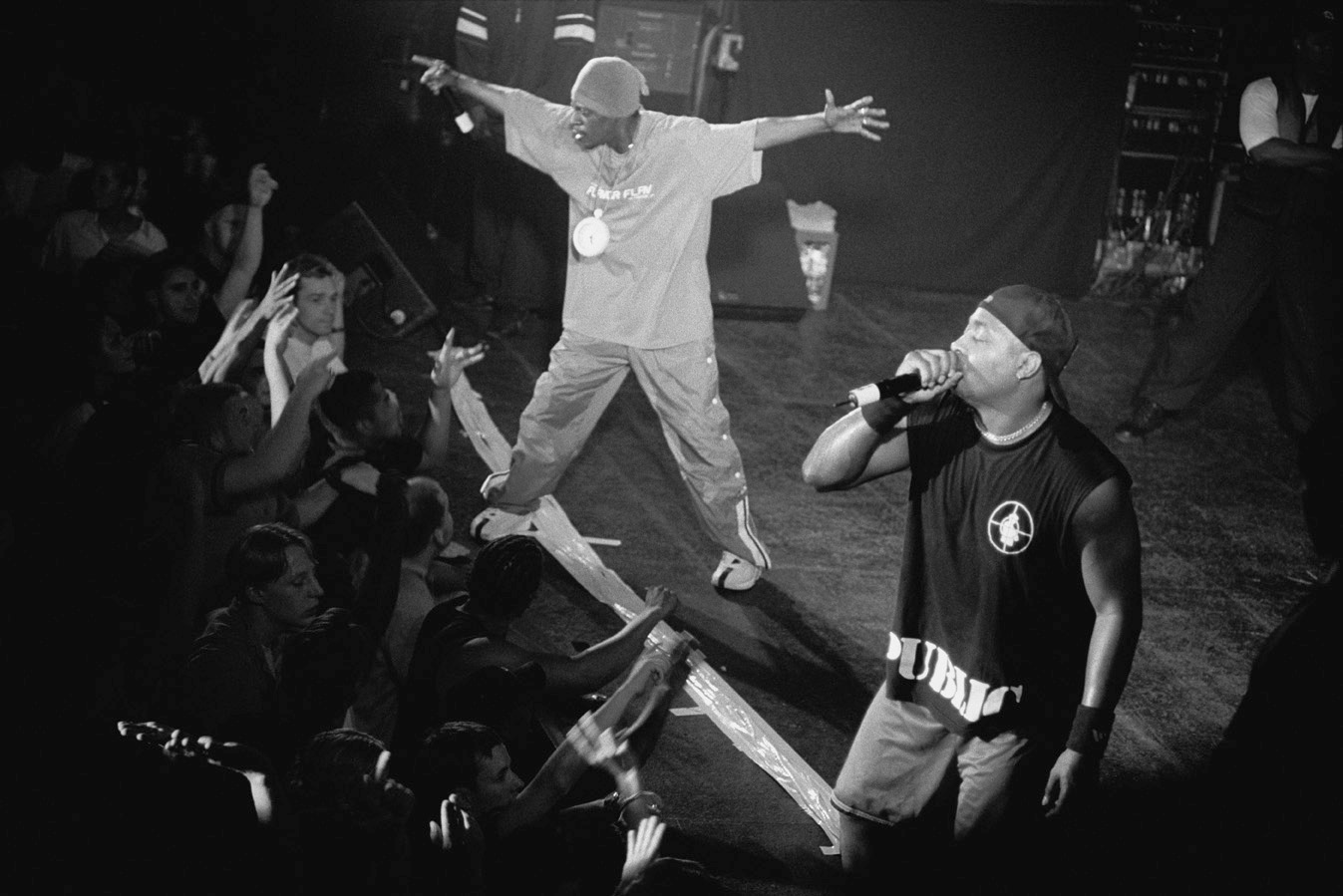
I Public Enemy sono considerati un importante gruppo hip hop.

La cultura hip hop (scritto anche hip-hop o Hip Hop) è un fenomeno culturale sviluppato dalle comunità giovanili afro- e latinoamericane del Bronx a partire dai primi anni settanta. Sebbene venga spesso identificato con l'omonimo genere musicale, il termine hip hop è tradizionalmente usato per includere quattro ambiti espressivi: il DJing o turntablism, ovvero l'arte di mixare e creare musica tramite la manipolazione dei dischi; il rap o MCing (da Master of Cerimonies), l'arte di parlare in rima sulla traccia percussiva creata dal DJ; il breaking (noto anche come "break dance"), la danza di strada sviluppata sulle medesime basi o Breakbeat; e il graffiti writing (anche noto come Graffitismo), ovvero la pratica di intervenire con scritte e disegni formanti murales sulle superfici urbane. Alle tradizionali "quattro discipline", si annoverano all'interno della cultura hip hop altre pratiche come la ricerca della conoscenza (knowledge), la Street fashion e il Beatboxing. 
Il cuore del movimento è stato il fenomeno dei block party: feste di quartiere che si svolgevano in spazi comunitari indoor o in strada, in cui adolescenti afroamericani e latinoamericani interagivano suonando, ballando e cantando a ritmo delle tracce mixate e loopate dal DJ. Parallelamente il fenomeno del writing contribuì a creare un'identità comune in questi giovani, che vedevano la città sia come spazio di vita sia come spazio di espressione: ogni persona era libera di esprimere la propria identità con questo nuovo stile culturale.
Tuttavia il termine hip hop , nella sua accezione culturale, si afferma solo nel 1982 grazie ai primi articoli apparsi sulla stampa newyorkese fra cui Afrika Bambaataa's Hip-hop, dove uno dei DJ pionieri del movimento, Afrika Bambaataa illustra i diversi elementi e valori della cultura sotto il termine ombrello di "hip-hop". Nei mesi successivi e per tutti gli anni Novanta, gli aspetti di questa cultura hanno subito una forte esposizione mediatica varcando i confini americani ed espandendosi in tutto il mondo. La vocazione eminentemente glocal di questa cultura o subcultura ha generato un profondo rivoluzionamento sociale, culturale, artistico, economico e politico ancora in atto.

## Influenze

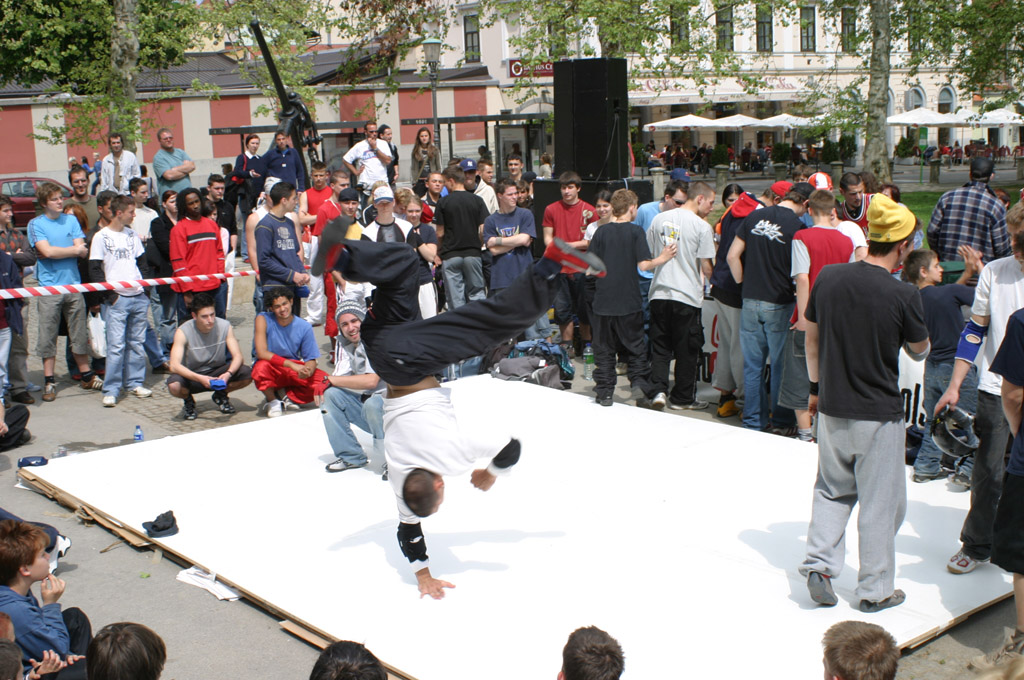
B-boy a Lubiana, Slovenia

I fattori che hanno influenzato la cultura hip hop sono complessi e numerosi. Sebbene la maggior parte delle influenze possano essere rintracciate nella cultura afroamericana e latinoamericana, la società multiculturale di New York è il risultato di diverse influenze culturali, che hanno trovato il loro modo di esprimersi all'interno delle discipline dell'hip hop.
Ad esempio, i Griot dell'Africa occidentale, musicisti viaggiatori e poeti con stile che contiene elementi che con il tempo evolveranno nella moderna musica hip hop. Alcune di queste tradizioni migrarono negli Stati Uniti, nel Regno Unito e nei Caraibi con lo schiavismo che portò gli africani nel cosiddetto Nuovo Mondo. Un'altra importante influenza nell'hip hop è costituita dalle parti parlate contenute nei dischi di musica soul e funk di musicisti come James Brown e Isaac Hayes.
Una delle più importanti influenze sia per la cultura che per la musica hip hop viene dal genere musicale giamaicano chiamato dub, che nacque come sottogenere della musica Reggae negli anni 1960. La musica dub annoverava tra le sue file produttori come King Tubby, che creava versioni strumentali di dischi reggae famosi per le esigenze dei locali da ballo e degli impianti musicali, e che presto si accorsero di come chi ballava spesso rispondesse meglio a particolari beat dei dischi, isolati e ripetuti, ottenuti con percussioni intense e forti linee di basso.
Poco dopo, gli MC (Master of Ceremonies), che accompagnavano la musica nei locali, iniziarono a parlare sopra le parti strumentali dei dischi; tra questi vanno ricordati U-Roy, Dr. Alimantado e Dillinger, che diventarono popolari performer in questo particolare genere, e questa tradizione continua tuttora in quella che viene chiamata musica Dancehall. Nel 1990 gli immigrati giamaicani portarono il dub a New York ed iniziarono a lavorare nelle feste delle comunità, nelle piste di pattinaggio o direttamente sulla strada. Un'altra significativa influenza proviene dalla musica blues, particolarmente dal tipico aspetto chiamato call and response, ovvero chiama e rispondi, che sopravviveva nella tradizione del toasting, un altro aspetto della tradizione orale intrinseco della musica hip hop, che divenne particolarmente pronunciato nei primi anni 1990 con la nascita delle battle.

## Origini
La data a cui far risalire la nascita dell'hip hop sarebbe l'11 agosto 1973. DJ Kool Herc, un immigrato giamaicano, era uno dei più popolari disc jockey a New York tra il 1973 e il 1976, e suonava nei block party del Bronx passando velocemente dai dischi reggae a quelli funk, rock e disco. Egli notò che i newyorkesi non amavano particolarmente il reggae. Herc ed altri dj notarono inoltre che chi ballava la loro musica preferiva più le parti con forti percussioni, ed iniziarono ad estendere l'uso del mixer audio e del doppio giradischi. All'interno di un'atmosfera di forte competizione, Herc, i suoi amici ed i suoi "avversari" svilupparono velocemente altre tecniche di mixaggio per mantenere i partecipanti attivi, eccitati.
Come in Giamaica, questi elementi erano accompagnati da performer che parlavano mentre suonava la musica; inizialmente furono chiamati MCs (dall'inglese Masters of Ceremonies, maestri di cerimonie) e, più tardi, rapper. I primi rapper si focalizzavano sull'introduzione di sé stessi, del DJ e degli altri addetti ai lavori, ma presto le loro performance si svilupparono fino a comprendere improvvisazioni e semplici beat four-count assieme a piccoli cori. Più tardi gli MC aggiunsero liriche più complesse e spesso umoristiche, comprendenti anche temi a sfondo sessuale. Va ricordato che la musica hip hop è cresciuta stabilmente nella popolarità ed alla fine degli anni 1990 iniziò a diventare la principale forza artistica che si stava espandendo negli Stati Uniti. Durante i successivi due decenni, l'hip hop è gradualmente entrato nella vita comune statunitense. La transizione usualmente viene considerata conclusa nel 1990, mentre alla fine del decennio la cultura aveva oramai varcato i confini nazionali, per espandersi un po' per tutto il pianeta.